# Ernst Baedeker
Ernst Baedeker (* 26. Oktober 1833 in Koblenz; † 23. Juli 1861 ebenda) war ein deutscher Verleger. Er führte den von seinem Vater gegründeten Verlag mit dem Baedeker-Reiseführer weiter.

## Leben
Ernst Baedeker studierte an der Ruprecht-Karls-Universität. Dort wurde er 1855 Mitglied des Corps Saxo-Borussia Heidelberg. Unter seinen Consemestern war er der einzige, der sein Elternhaus im Rheinland und nicht in Ostelbien hatte, und fast der einzige, der kein Rittergut besaß. Zudem wuchs er in einem Elternhaus auf, das sich nicht nur nationalen, sondern auch liberalen und freisinnigen Ideen öffnete. Sein Vater Karl Baedeker, und mit ihm vermutlich der Sohn, war mit Hoffmann von Fallersleben befreundet und kannte Ernst Moritz Arndt.
Als Aktiver erlebte er im Juli 1856 das letzte Comitat der Heidelberger Universitätsgeschichte: Drei Mitglieder des Heidelberger Senioren-Convents wurden von der Universität verwiesen; unter ihnen war der Vandale Robert Lucius. Sie wurden vom SC bis an die hessische Landesgrenze nach Ladenburg begleitet. Das führte zur Besetzung Heidelbergs durch vom Prorektor herbeigerufene Soldatenkompanien und zum Zerwürfnis des SC mit der Stadt Ladenburg. Gar nicht amüsiert war Ladenburg, als der SC den Gemeinderat 1964 wissen ließ, dass der Verruf der Stadt nunmehr aufgehoben sei – kurz vor dem Erscheinen des Heidelberg-Baedekers 1968.
Ernst Baedeker hatte sich auf seine Aufgabe im Verlag durch eine Buchhändlerlehre im Braunschweiger Vieweg Verlag, in Leipzig und Stuttgart und bei Williams & Norgate in London vorbereitet; er konnte sie aber nur knapp drei Jahre umsetzen. Teilhaber des Verlags Karl Baedeker wurde er Anfang 1859, Inhaber zehn Monate später nach dem Tod des Vaters. „Der begabte junge Mann“ starb im Alter von nur 27 Jahren an Typhus. Nachfolger in der Verlagsleitung wurde sein jüngerer Bruder Karl Baedeker junior, 1869 wurde auch der jüngste Bruder Fritz Baedeker Teilhaber. Der Verlagssitz wurde 1872 nach Leipzig verlegt und der internationale Durchbruch geschafft. Unter Fritz, Alleininhaber ab 1878, erreichte der mittelständische Familienverlag um 1900 seine größte Blüte.
Ernst Baedeker heiratete am 22. Mai 1859 in Koblenz Ottilie Wilhelmine Hirzel (1838–1908), Tochter des Verlegers Salomon Hirzel. Er ist auf dem Hauptfriedhof Koblenz neben seinem Vater beerdigt.

## Herausgeber
Allein in seinem ersten und einzigen vollen Geschäftsjahr als Verleger 1860 bot Ernst Baedeker sieben Neubearbeitungen an. 1861 erschienen die Erstausgaben des Italien- und Rombandes (Neuauflagen bis 1944) und französische Ausgaben der Führer zu Österreich (1860–1936), Holland und Belgien (1859–1928) und wiederum Italien (1861–1932).
Seine Brüder Karl Baedeker jun. und später Fritz setzten seine Arbeit fort, zunächst mit der ersten Ausgabe des London-Führers rechtzeitig zur Weltausstellung. Ernst hatte den Band schon vor seinem Tod weitgehend fertiggestellt. Die viel gelesene Zeitschrift Die Gartenlaube bezeichneten Karl und Ernst Baedeker 1861 als „getreuen Eckardt der Reisenden“. Ernst Baedeker brachte Anfang Juli 1861, zwei Wochen vor seinem Tod, den ersten englischsprachigen Band heraus. So gebührt nicht nur seinem Vater, sondern auch ihm die Ehre, dass sich ein Name von der Person ablöste und zum Begriff für die Sache wurde. Laurence Boyle schrieb 1983 in den Mitteilungen für Baedeker-Freunde über Ernst, er sei der „wohl am wenigsten bekannte, aber der wichtigste Nachfahre“ Karl Baedekers: „Millionen englischer und amerikanischer Reisende sollten ihm dankbar sein, daß er ihnen die Baedeker-Welt zugänglich machte.“